# Edvalla
Edvalla är kyrkbyn i Hållnäs socken i Tierps kommun i Uppland. Statistiska centralbyrån klassar orten som småort under namnet Hållnäs. Här ligger Hållnäs kyrka.
Edvalla omtalas första gången i skriftliga handlingar 1312 ('de Ewerlum'). Under 1500-talet omfattade byn 5 mantal skatte.